# Adèle von Rothschild

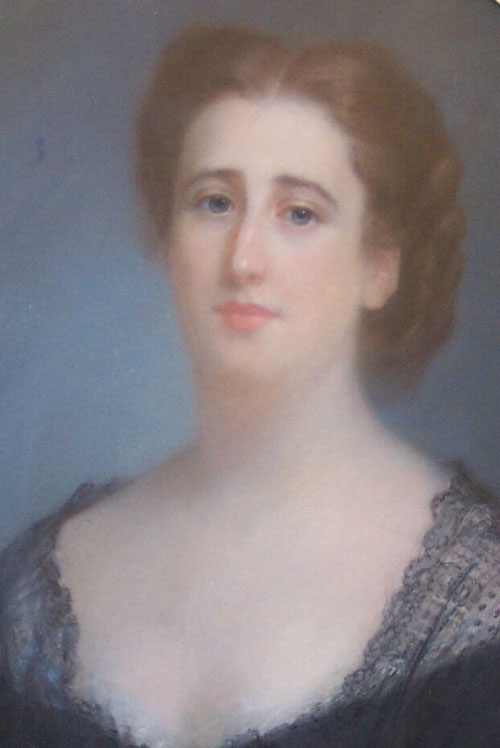
La Baronne Salomon de Rothschild (um 1870)

Adèle von Rothschild (* 1843; † 1922), eigentlich Adele Hannah Charlotte von Rothschild, war ein Mitglied der Rothschild-Familie. Sie schenkte der Stadt Frankfurt am Main das Gemälde Goethe in der Campagna von Johann Heinrich Wilhelm Tischbein, das sich heute im Städel befindet. Wie in der Rothschild-Familie während des 19. Jahrhunderts häufig praktiziert, heiratete Adele von Rothschild 1862 ihren französischen Cousin Salomon de Rothschild. Ihr Mann starb allerdings bereits zwei Jahre nach der Hochzeit.

## Leben
Adèle von Rothschild war die Tochter von Mayer Carl von Rothschild und seiner Frau Louise von Rothschild. Beide Elternteile waren Enkel des Gründerpaares der Rothschilddynastie Mayer Amschel Rothschild und Gutle Rothschild, die beide noch in der Frankfurter Judengasse geboren wurden. Adèle von Rothschilds Eltern gehörten zu den einflussreichsten Frankfurter Bürgern. Ihr Vater war Mitglied der Frankfurter Handelskammer und Mitbegründer der Frankfurter Bank, Konsul von Parma und Bayern und Generalkonsul von Österreich. Er gehörte 1866 der Delegation an, die mit Bismarck verhandelte, um günstigere Bedingungen für die Annexion der Freien Stadt Frankfurt durch Preußen zu erreichen. 1867 bis 1871 gehörte er der Frankfurter Stadtverordnetenversammlung an und gleichzeitig dem Norddeutschen Reichstag. 1871 wurde er als erster Jude Mitglied des Preußischen Herrenhauses. Ihre Mutter richtete während des Deutsch-Französischen Krieges ein Lazarett in der Frankfurter Hafenstraße ein, indem sie sich gemeinsam mit ihren Töchtern um verwundete Soldaten kümmerte. Louise von Rothschild wurde dafür 1875 von Kaiserin Augusta mit dem Luisenorden ausgezeichnet.
Mit der Schenkung des Gemäldes an die Stadt Frankfurt handelte Adele von Rothschild in der Tradition ihrer Eltern. Louise von Rothschild stiftete 1865 im Gedenken an ihre jung verstorbene Tochter Clementine das Clementine Kinderkrankenhaus. Den Günthersburgpark vermachte ihr Vater der Stadt Frankfurt, mit der testamentarischen Auflage, ihn der Öffentlichkeit zugänglich zu machen und das klassizistische Herrenhaus abzureißen. In ähnlicher Weise agierten auch Adele von Rothschilds Schwestern. Hannah Luise von Rothschild stiftete 1890 zum Andenken an ihren Vater die Heilanstalt Carolinum, in der sie selbst als Krankenschwester arbeitete. Das Carolinum existiert als Zentrum der Zahn-, Mund- und Kieferheilkunde (ZZMK) bis heute.